# Нитка Персея—Пегаса
Нитка Персея—Пегаса(англ. Perseus-Pegasus Filament) — галактична нитка, великомасштабна структура космосу, до якого входять  надскупчень галактик —  надскупчення Персея—Риб і  комплекс надскупчень Риб—Кита. Одна з найбільших структур у Всесвіті. 
Найближчий кінець цієї нитки розташований на відстані 130 млн  світлових років (NGC 691/NGC 697), дальній кінець — на відстані 955 млн світлових років (скупчення A2683). Поруч із ниткою лежить один з найбільших і найближчих войдів — войд Тельця. Нитку відкрили в 1985 році Девід Батускі і Джек Бернс.